# Fríg nyelv
A fríg nyelv a frígek által beszélt, indoeurópai nyelvcsaládba tartozó nyelv volt, amelyet Kis-Ázsiában beszéltek a klasszikus antikvitásban (kb. Kr. e. 8. sz. – Kr. u. 5. sz.). Egyes nyelvészek szerint a fríg nyelv a görög nyelv közeli rokona volt. Már Platón is feljegyezte Cratylus (410a) c. dialógusában, hogy bizonyos fríg és görög szavak hasonlítanak. Eric P. Hamp nyelvész szerint azonban a fríg sokkal inkább az italo-kelta nyelvcsaláddal rokonítható.
Midász király (Kr. e. 738 és 696), akinek a monda szerint minden arannyá vált a kezében, fríg uralkodó volt. Homérosz Iliász c. művében tesz említést róluk mint a trójaiak hű, Bithüniából származó szövetségesei.

## Nyelvtana
A fennmaradó nyelvemlékek szerint a fríg hagyományos indoeurópai nyelv volt, amelynek ábécéje a föníciai ábécén alapult. Az indoeurópai alapnyelv *ē hangjából ā, míg *ō hangjából u vált a frígben. A proto-indoeurópai nyelv szótagalkotó likvidái és nazális hangjai ugyanazokon a változásokon estek át a frígben, mint a görögben. A főneveknek legalább négy esete volt, három nyelvtani nem, továbbá megkülönböztettek egyes, és többes számot is. Legközelebbi rokona a görög nyelv. Különböző igeidők, igenemek, igemódok léteztek, valamint számban és személyben egyaránt ragozták az igéket. Egyetlen szó sem maradt fent valamennyi képzett formájában. A göröghöz, indoiránihoz és örményhez hasonlóan, a frígben is léteztek augmentumok.

## Szókincs
A fríg nyelvről csupán szórványemlékek állnak rendelkezésünkre, melyek viszonylag kevés számú feliratból származnak. A nyelvről szóló első feljegyzések a Kr. e. 8. századból származnak, és a szórványemlékek Kis-Ázsia szerte számos területről kerültek elő.
Híres fríg szó a bekos, amely kenyeret jelent, és az azonos jelentésű albán bukë szóval, valamint az angol bake (süt) és görög φώγω (phōgō) szóval hozható párhuzamba.
I. Pszammetik fáraó meg akarta találni a legősibb nemzetet és kideríteni, melyik a legősibb nyelv, ezért azzal bízott meg egy juhászt, hogy neveljen fel két gyermeket úgy, hogy azok soha ne halljanak egyetlen szót sem, és számoljon be arról, melyek voltak a gyerekek első szóbeli megnyilatkozásai. Két év elteltével a juhász azt állította, hogy amikor egyszer belépett a gyerekek szobájába, azok széttárták a kezüket, és bekost kértek. A fáraó hosszas kérdezősködés után megtudta, a szó fehér kenyeret jelent frígül, ebből pedig arra a következtetésre jutott, hogy a fríg nemzet régebbi, mint az egyiptomi. A bekos szó többször is feltűnik fríg síremléken is. Elképzelhető, hogy az angol bake (süt) (proto-indoeurópai: *bheHg-) igével egy tőről fakad.